# Wikimedia Entreprise
Wikimedia Entreprise (en anglais : Wikimedia Enterprise ou Wikimedia LLC) est une division commerciale de la fondation Wikimédia (Wikimedia Foundation) destinée à fournir, d'une manière plus facilement utilisable, mais payante, les données des projets Wikimedia, y compris Wikipédia.
Elle permet à ses clients de récupérer des masses de données via différents formats tels que des API Web, des sauvegardes de l'état d'un système à un instant donné (snapshots) ou des flux, dans des formats aisément exploitables. Les entreprises et organisations ne souhaitant pas payer pourront toujours exploiter la base de données « brute » de Wikimedia.
Cette création a été annoncée en mars 2021,. La division a été lancée le 26 octobre 2021,. Le service est opérationnel en 2023.
Google et Internet Archive sont ses premiers clients. Le montant du contrat conclu entre Google et  la Fondation Wikimedia n'a pas été communiqué. Pour sa part, Internet Archive ne paie pas de rétribution pour ce service. Le service génère 3,1 millions de dollar US en 2022.
L'entreprise s'attache à diversifier les sources de revenus nécessaires au fonctionnement de l’encyclopédie en ligne et à examiner l'impact de l'intelligence artificielle dans la production de contenus et dans l'aide au processus d'édition.
Au cours de l'exercice budgétaire (2023-2024), les revenus totaux de Wikimedia  Entreprise s'élèvent à 3,4 millions de dollars, soit 1,8 % du revenu total de la Wikimedia Foundation pour la période concernée.
Le président de Wikimedia LLC est Lane Becker. 